# Timoxenos
Timoxenos (altgriechisch Τιμόξενος, lateinisch Timoxenus) war ein athenischer Komödiendichter, der im 2. Jahrhundert v. Chr. wirkte. Von seinen Werken ist nichts überliefert. Inschriftlich ist bezeugt, dass er 154 v. Chr. mit der Komödie Der mit anderen etwas verbirgt (altgriechisch Συγκρύπτων Synkryptōn) an den Dionysien den vierten Platz errang. Es ist umstritten, ob er an den Dionysien von 177 v. Chr. mit dem Stück Der Wohltaten Vergeltende (altgriechisch Ἀντευεργετῶν Anteuergetōn) Dritter wurde.